# 探偵 神宮寺三郎 危険な二人
- 探偵 神宮寺三郎シリーズ > 探偵 神宮寺三郎 危険な二人
- 探偵 神宮寺三郎シリーズ > 探偵 神宮寺三郎 アーリーコレクション > 探偵 神宮寺三郎 危険な二人
- 探偵 神宮寺三郎シリーズ > 探偵 神宮寺三郎DS > 探偵 神宮寺三郎 危険な二人

『探偵 神宮寺三郎 危険な二人』（たんてい じんぐうじさぶろう きけんなふたり）は、データイーストが発売したファミリーコンピュータ ディスクシステム用ゲームソフト。ハードボイルドアドベンチャーゲーム「探偵 神宮寺三郎シリーズ」の第3作目にあたる作品で、前編が1988年12月9日、後編が1989年2月10日に発売された。

## 概要
本作を収録したPlayStation用『探偵 神宮寺三郎 アーリーコレクション』（1999年）の販売（後にゲームアーカイブスでも配信）や、Wiiのバーチャルコンソールで配信された。また、携帯アプリ用ゲームとしてリメイクされ、これを収録したニンテンドーDS用『探偵 神宮寺三郎DS いにしえの記憶』（2007年）も販売された。

## ゲーム内容

### コマンド一覧
コマンド選択式になっており、すべての動作は以下のコマンドによって行われる。
| No. | コマンド名   | 解説                                                                                                 |
| --- | ------------ | --- |
| 1   | ばしょいどう | 場所を移動する。                                                                                     |
| 2   | きく         | 人の話を聞く。                                                                                       |
| 3   | ひとしらべる | その場にいる人の態度や様子を見る。相手が反応して話してくることもある。                               |
| 4   | ものしらべる | 所持品やその場所にある遺留品や証拠品を調べる。                                                       |
| 5   | なにかみせる | 所持品をその場にいる人に見せる。                                                                     |
| 6   | まわりみる   | 周囲を見渡し、近辺を調査する。                                                                       |
| 7   | よぶ         | その場所に、人を呼び出す。                                                                           |
| 8   | とる         | 見つけた証拠品を所持品に加える。                                                                     |
| 9   | れんらくする | 電話で誰かと連絡を取る。但し、電話がない状態では使用できない。                                       |
| 10  | おどす       | 脅迫して強引に話を聞き出す。                                                                         |
| 11  | タバコすう   | タバコを一服する。神宮寺が何かを思いつく事がある。但し、タバコを切らしていたり、吸えない場所もある。 |
| 12  | そうさやめる | 捜査を一時中断しセーブする時に使う。但し、切羽詰まっている時など中断できない場合もある。             |

### その他
- 1作目と同様、メディアがディスクシステムのためバックアップ機能が復活した[1]。
- 1作目とは異なり、ゲームオーバーが存在しない為、比較的あまり恐れずコマンドを打ちやすい。
- 操作するのは当然主役の神宮寺だが、一部洋子を操作する場面も存在する。洋子はタバコを吸えない。
- 後編の捜査中、「ボンゾ」という店に行くのに、事務所で場所を調べないと行けないようになっているが、「ホテル トキオ」に行くと場所を調べていなくても行けてしまい、その後システムの挙動がおかしくなってしまうバグが存在する。

## 設定

### ストーリー
洋子の学生時代の友人、岡崎京子の招待で神宮寺と洋子はオートバイレースの観戦に訪れる。だが、京子の夫でありレーサーである岡崎慎二がレース中事故を起こしてしまう。負傷した岡崎が運ばれた病院に駆けつける神宮寺であったが、運び込まれたのは岡崎ではなく、田村という男だった。
岡崎が行方不明となる中、レーシングチームが宿泊するホテル「鈴鹿イン」で京子の他殺体が発見される。
岡崎はレーシングチームの移籍を検討していたが、見返りとして多額の金を要求されていた。さらに、岡崎は山本という人物から脅迫されていた事が発覚する。
その後、神宮寺の知り合いの密輸捜査官であるリョウ・ケイコクがホテル内で何者かに襲撃される。リョウはレーシングチーム「ツカマキ」のスポンサーである大谷が密輸に関わっている事を知り、大谷を追っていたがホテルの地下駐車場で何者かに拳銃で撃たれていた。密輸に関与した事が発覚した大谷はリョウを殺害する計画を立てていたと推測されるが、リョウを狙撃したのは別の男であるという。
田村に面会に行く神宮寺であったが、田村は病院から姿を消しており、後に交通事故死しているとの連絡が入る。田村の乗っていた車は盗難車であり、車の持ち主はサングラスをかけ口ひげを生やした男に盗まれたと証言する。その後、田村の入院していた病院へ行くと、高杉という男が面会に来ていた事が判明する。
高杉の住むマンションへと向かう神宮寺であったが、マンションから岡崎が出てくる所を目撃する。神宮寺はバイクで追いかけるも、着いた先の公園で岡崎は腹部を包丁で刺されており、後に死亡する。探偵事務所に訪れた高杉は、岡崎は移籍金のために家を売り払っていたが、その事で京子と揉めており、殺害計画を立てたが実行はしていないと主張する。
その後、関東明治組の組長の風林豪造により、大谷が小林組の組員であった事が発覚するが、大谷は山中で死体となって発見される。他に、高杉の勤務する帝国物産では上司の青地が高杉のアリバイを証明する。
さらに、田村の恋人である西村美紀が岡崎を殺害したと警察に出頭した。美紀の証言では田村は事故死ではなく、岡崎が事故に見せかけて殺害したと主張する。
事務所に戻った神宮寺の元に、高杉が訪れる。高杉は犯人は岡崎ではないかと主張するが、京子が洋子に宛てた手紙を見て観念し、すべてを白状した。
高杉の所属する会社、帝国物産は密輸を行っており、密輸組織は一部の政治家などにも関係していた。大谷は密輸組織の手先としてレーシングチームのスポンサーとなって世界を回り、密輸の手助けをしていたが、リョウにその行為を見破られ、その身を追われる事となった。
岡崎が最初にレースの身代わりを依頼したのが高杉であり、高杉は帝国物産の上司である青地から大谷とリョウを殺害する命令を出されていたため、高杉は岡崎にすべての罪をなすりつけた上に殺害する計画を立てる。
高杉はレースが行われている時間に大谷とリョウを殺害し、口封じのため田村を、そして最後に岡崎を殺害する予定であった。しかし、岡崎は山本に殺意を抱いていたが、実際に殺害しようとしていたのは京子であった。そして、高杉はホテルにいた京子に顔を見られてしまったため、京子の殺害を計画する。
また、京子と共に大谷の部屋に入る所をリョウに目撃されてしまう。
高杉は計画の変更を余儀なくされ、最初に大谷の部屋で京子を殺害し、その後部屋に入ろうとしたリョウを襲撃、犯罪を偽装するため京子の死体を京子の部屋まで運び、岡崎を自室に匿う事にした。
次に、高杉は大谷を利用して田村を事故死に見せかけ殺害、疑いが岡崎に向くように偽装工作をする。また、田村の恋人である美紀にも連絡を取り、青地が高杉のアリバイを証明した後に大谷を殺害する。しかし、田村を殺害したのが岡崎であると思い込んだ美紀が岡崎を殺害してしまい、また山本がすでに死亡していた事が発覚する。
さらに、大谷の死を知った小林組の安岡が青地を脅迫した事から、帝国物産と密輸との関連が明るみに出る結果となった。数日後、帝国物産の青地は逮捕された。
事件後、洋子は神宮寺の前から姿を消していたが、ある日突然事務所に現れ神宮寺に「御苑洋子という女の子を救ってください」という依頼をする。神宮寺はやっかいな仕事を頼まれたと肩をすくめるのだった。 

### 舞台
事務所
- 神宮寺が所有する探偵事務所。

CCRピット
- 鈴鹿サーキットにあるピット。岡崎や細田が所属するCCR所有である。

鈴鹿イン
- 鈴鹿サーキット付近にあるホテル。

水野医院
- 古びた病院。レース中に事故を起こした岡崎が担ぎ込まれた。

事故現場
- 田村が交通事故を起こした現場。

メゾンR
- 高杉の自宅マンション。

公園
- 東京都内にある大きな公園。

警察署
- 東京都内の警察署。

帝国物産
- 貿易会社。高杉や青地が勤務している。

明治組
- 暴力団「関東明治組」。組長は風林豪造。

小林組
- 新興暴力団。事務所は六本木にある。

ホテルトキオ
- 大谷が宿泊していたホテル。

ボンゾ
- 山本が勤務していたバー。

## 登場人物
神宮寺三郎（じんぐうじ さぶろう）
- 神宮寺探偵事務所所長。

御苑洋子（みその ようこ）
- 神宮寺探偵事務所ただ一人の助手。

岡崎慎二（おかざき しんじ）
- レーシングチーム「CCR」に所属する日本を代表するバイクレーサー。レース中に姿を消す。

岡崎京子（おかざき きょうこ）
- 岡崎の妻で、洋子の友人。

細田功（ほそだ いさお）
- レーシングチーム「CCR」の監督。

石橋一郎（いしばし いちろう）
- 三重県警の刑事。探偵を嫌っている。

リョウ・ケイコク
- 台湾の密輸捜査官。『探偵 神宮寺三郎 横浜港連続殺人事件』（1988年）に引き続き登場。

田村敏（たむら さとし）
- 岡崎の友人。岡崎の代わりにレーサーとしてレースに参加するが事故を起こす。

高杉勇介（たかすぎ ゆうすけ）
- 岡崎夫妻や田村の友人で、洋子のかつての恋人。

塚巻健三（つかまき けんぞう）
- レーシングチーム「ツカマキ」の監督。岡崎を自分のチームへ移籍させようとしている。

大谷
- レーシングチーム「ツカマキ」のスポンサー。

看護婦
- 水野医院に勤務している。

小曽根
- ホテル「鈴鹿イン」の従業員。

風林豪造
- 関東明治組の組長。

青地
- 帝国物産に勤務している、高杉の上司。

安岡
- 小林組の組員。大谷を探している。

西村美紀
- 田村の恋人。

## 移植版
| No. | タイトル                                    | 発売日                                                       | 対応機種                                                 | 開発元                 | 発売元                 | メディア                              | 型式       | 売上本数 | 備考                                          |
| --- | ------------------------------------------- | ------------------------------------------------------------ | -------------------------------------------------------- | ---------------------- | ---------------------- | ------------------------------------- | ---------- | -------- | --------------------------------------------- |
| 1   | 探偵 神宮寺三郎 アーリーコレクション        | 1999年8月5日                                                 | PlayStation                                              | データイースト         | データイースト         | CD-ROM                                | SLPS-02157 | -        | ファミリーコンピュータで発売された4作品を収録 |
| 2   | 探偵 神宮寺三郎 アーリーコレクション 普及版 | 2001年2月1日                                                 | PlayStation                                              | データイースト         | メディアリング         | CD-ROM                                | SLPS-03137 | -        | 廉価版                                        |
| 3   | 探偵 神宮寺三郎 危険な二人                  | 第一章、第二章： 2004年6月23日 第三章、第四章： 2004年7月1日 | 504i、505iシリーズ、FOMA （iアプリ）                     | ワークジャム           | コナミオンライン       | ダウンロード （コナミネットDX）       | -          | -        | リメイク版                                    |
| 4   | 探偵 神宮寺三郎DS いにしえの記憶            | 2007年7月19日                                                | ニンテンドーDS                                           | ワークジャム           | アークシステムワークス | DSカード                              | -          | -        | 携帯アプリ版を収録                            |
| 5   | 探偵 神宮寺三郎 アーリーコレクション        | 2007年12月26日                                               | PlayStation 3 PlayStation Portable (PlayStation Network) | データイースト         | ワークジャム           | ダウンロード （ゲームアーカイブス）   | -          | -        | ファミリーコンピュータで発売された4作品を収録 |
| 6   | 探偵 神宮寺三郎 危険な二人                  | 2009年1月6日                                                 | Wii                                                      | 酒田SAS データイースト | アークシステムワークス | ダウンロード （バーチャルコンソール） | -          | -        | ファミリーコンピュータ版の移植                |

携帯アプリ版
- 2004年に携帯電話向けの作品としてリメイクされた。配信に向けた仕様から、4部構成となっており、登場人物の設定やストーリー、ゲームのシステム面が大幅に変更され、全く違う作品となっている。後にニンテンドーDS用ソフト『探偵 神宮寺三郎DS いにしえの記憶』にも収録されている。

- ストーリーの変更点
  - ホテルで殺害されるのは京子ではなく、山本になっている。
  - 山本は高杉の同僚になり、産業スパイをしていた事になっている。
  - 京子や田村、岡崎は殺害されず、殺害されるのは山本のみとなっている。
  - 暴力団関連の登場人物は登場しない。

## スタッフ
- 原作：野島一成
- メイン・プログラム：FARMER IMAI LIVE IN "SUGISAWA"（今井敏彦）
- サブ・プログラム：金山隆信
- キャラクター・デザイン：寺田克也、TAKUMI・J・SAWAJIRI、信久敬雄
- バック・グラフィック・デザイン：TAKUMI・J・SAWAJIRI、信久敬雄
- グラフィック・コーディネーター：TAKUMI・J・SAWAJIRI、信久敬雄
- サウンド・ディレクター：中神紀之
- サウンド・プログラム：MUSICAL ARTS LTD. （宮田やすお）
- 音楽：TOMOJI（十川知司）、福田裕彦

## 評価
- ゲーム誌『ファミコン通信』のクロスレビューでは合計28点（満40点）になっている[3]。

- ゲーム誌『ファミリーコンピュータMagazine』の読者投票による「ゲーム通信簿」での評価は以下の通りとなっており、16.42点（満25点）となっている[4]。また、同雑誌1991年5月24日号特別付録の「ファミコンディスクカード オールカタログ」では、「神宮寺と洋子が事件に巻き込まれるストーリーから始まり、捜査の範囲もぐっと広くなっている。前2作に登場した人物も随所に現れ、洋子の過去についても触れられているなど、連続小説といった趣きがある。コマンド選択も、よりスムーズになって、内容、グラフィックともに一段とグレードアップされた」と紹介されている[4]。

| 項目 | キャラクタ | 音楽 | 操作性 | 熱中度 | お買得度 | オリジナリティ | 総合  |
| 得点 | 3.32       | 3.27 | 3.29   | 3.49   | -        | 3.05           | 16.42 |

- ゲーム誌『ユーゲー』では、「神宮寺と秘書の洋子の関係がクローズアップされ、シリーズを代表する作品となった」と評している[5]。